# Winston County (Alabama)
Das Winston County ist ein County im Bundesstaat Alabama der Vereinigten Staaten. Der Verwaltungssitz (County Seat) ist Double Springs. Das County gehört zu den Dry Countys, was bedeutet, dass der Verkauf von Alkohol eingeschränkt oder verboten ist.

## Geographie
Das County liegt im mittleren Nordwesten von Alabama und hat eine Fläche von 1637 Quadratkilometern, wovon 45 Quadratkilometer Wasserfläche sind. Es grenzt im Uhrzeigersinn an folgende Countys: Lawrence County, Cullman County, Walker County, Marion County und Franklin County.

## Geschichte
Winston County wurde am 12. Februar 1850 aus Teilen des Walker County zuerst als Hancock County, benannt nach dem Gouverneur von Massachusetts, John Hancock, gebildet. Am 22. Januar 1858 wurde es umbenannt in Winston County, benannt nach dem Gouverneur von Alabama, John A. Winston. Winston war davor Abgeordneter in beiden Häusern der State Legislature und wurde nach seiner Amtszeit als Gouverneur 1867 in den Senat der Vereinigten Staaten gewählt. Da er sich weigerte, einen Treueschwur auf die amerikanische Verfassung gemäß der Reconstruction-Bedingungen abzulegen, nahm er seinen Sitz dort nicht ein.
Während des Bürgerkrieges verweigerte Winston County die Integration in die Konföderation und erklärte sich selbst zur „Republic of Winston“ (heute bekannt als „the Free State of Winston“). Versuche des Staates Alabama, eine dauerhafte Kontrolle über das abtrünnige County zu gewinnen, waren wenig erfolgreich. Nachdem Truppen der Unionsarmee bei ihrem Vorstoß entlang des Tennessee River im Jahr 1862 den nördlichen Teil Alabamas erreicht hatten, schlossen sich viele Bewohner des Countys unionstreuen Milizen wie der „First Alabama Cavalry“ an. Nach dem Krieg wurde Winston County zu einer Bastion der Republikaner.
Vier Bauwerke im County sind im National Register of Historic Places (NRHP) eingetragen (Stand 14. April 2020), neben dem Winston County Courthouse sind dies die Archeological Site No. 1WI50, der Feldman’s Department Store und das Houston Jail.

## Demographische Daten

Alterspyramide des Winston County

Nach der Volkszählung aus dem Jahr 2000 lebten im Winston County 24.843 Menschen. Davon wohnten 306 Personen in Sammelunterkünften, die anderen Einwohner lebten in 10.107 Haushalten und 7.287 Familien. Die Bevölkerungsdichte betrug 16 Einwohner pro Quadratkilometer. Ethnisch betrachtet setzte sich die Bevölkerung zusammen aus 97,32 Prozent Weißen, 0,38 Prozent Afroamerikanern, 0,46 Prozent amerikanischen Ureinwohnern, 0,13 Prozent Asiaten, 0,01 Prozent Bewohnern aus dem pazifischen Inselraum und 0,90 Prozent aus anderen ethnischen Gruppen; 0,81 Prozent stammten von zwei oder mehr Ethnien ab. 1,50 Prozent der Bevölkerung waren spanischer oder lateinamerikanischer Abstammung.
Von den 10.107 Haushalten hatten 31,8 Prozent Kinder und Jugendliche unter 18 Jahren, die bei ihnen lebten. In 59,6 Prozent lebten verheiratete, zusammen lebende Paare, 9,1 Prozent waren allein erziehende Mütter, 27,9 Prozent waren keine Familien, 25,6 Prozent aller Haushalte waren Singlehaushalte und in 11,4 Prozent lebten Menschen im Alter von 65 Jahren oder darüber. Die Durchschnittshaushaltsgröße betrug 2,43 und die durchschnittliche Familiengröße betrug 2,89 Personen.
23,7 Prozent der Bevölkerung waren unter 18 Jahre alt, 7,9 Prozent zwischen 18 und 24, 28,7 Prozent zwischen 25 und 44, 25,5 Prozent zwischen 45 und 64 und 14,2 Prozent waren 65 Jahre oder älter. Das Durchschnittsalter betrug 38 Jahre. Auf 100 weibliche Personen kamen 96 männliche Personen und auf Frauen im Alter von 18 Jahren und darüber kamen 93,5 Männer.
Das jährliche Durchschnittseinkommen eines Haushalts betrug 28.435 USD, das Durchschnittseinkommen einer Familie 32.628 USD. Männer hatten ein Durchschnittseinkommen von 26.206 USD, Frauen 17.760 USD. Das Prokopfeinkommen betrug 15.738 USD. 12,9 Prozent der Familien und 17,1 Prozent der Einwohner lebten unterhalb der Armutsgrenze.

## Orte im Winston County
- Addison
- Arley
- Ashbank
- Ashridge
- Barnett Chapel
- Black Pond
- Boar Tush
- Center
- Curtis Crossroads
- DeFoor
- Delmar
- Donaldson Mill
- Double Springs
- Eagle
- Falls City
- Forkville
- Glen Mary
- Grayson
- Haleyville
- Helicon
- Houston
- Inmanfield
- Littleville
- Lynn
- Martintown
- Moreland
- Natis
- Natural Bridge
- Needmore
- New Georgia
- Pebble
- Pleasant Hill
- Poplar Springs
- Rabbittown
- Rock Creek
- Upshaw
- Wilson Bend